# Ella Hepworth Dixon
Pour les articles homonymes, voir Hepworth et Dixon.
Ella Hepworth Dixon, également connue sous le nom de plume Margaret Wynman, née le 27 mars 1857 à Londres, où elle meurt le 12 janvier 1932, est une romancière et éditrice britannique. Elle est l'auteure du roman féministe à portée autobiographique, The Story of a Modern Woman, dont le succès lui vaut le surnom de New Woman.

## Biographie
Née le 27 mars 1857 dans le quartier londonien de Marylebone, Ella Nora Hepworth Dixon est la septième des huit enfants de l'éditeur de littérature et d'arts de Manchester William Hepworth Dixon, et de Marian MacMahon Dixon, originaire d'Irlande. Le récit autobiographique As I knew them: Sketches of People I have met On the way, publié en 1930, décrit plusieurs personnalités rencontrées au domicile familial devenu le lieu de réunion d'un cercle d'écrivains et de penseurs britanniques tels que Geraldine Jewsbury, T. H. Huxley, Richard Francis Burton, Lord Bulwer Lytton, Sir John Everett Millais et E. M. Ward.
Elle reçoit une éducation privée, puis est scolarisée brièvement à Heidelberg, puis étudie la peinture à Paris. Après la mort de son père, elle commence une carrière professionnelle de journaliste, écrivant pour les journaux The World, le Daily Telegraph et le Daily Mail.
Elle consacre la fin de sa vie à son combat de suffragette en s'engageant pour les droits de la femme. Londres lui apparaît à la fois comme un lieu conservateur et un obstacle à la réalisation de la femme, tout comme un endroit d'espoir pour l'avenir.
Ella Hepworth Dixon meurt à Londres le 12 janvier 1932, à l'âge de 74 ans.

## Carrière professionnelle

### Édition
En 1888, Ella Hepworth Dixon accepte la proposition d'Oscar Wilde de lui succéder comme directrice d'édition du magazine féminin victorien The Woman's World, publié par Cassel de 1886 à 1890.
Entre mars et août 1895, elle est rédactrice en chef du magazine The Englishwoman et s'affirme progressivement comme une championne des droits des femmes.. The Englishwoman, édité par F. V. White & Co., à un moment de l'histoire de l'engagement des femmes dans la presse périodique. Le choix des contenus et le style de l'écriture sont fondamentalement influencés par sa compréhension des rôles féminins à la fin XIXe siècle. La revue contient des pages couvrant l'actualité sportive, la mode, la littérature, des histoires d'auteurs populaires, des articles d'intérêt général, des entrevues avec des célébrités, des concours mensuels, ainsi que des articles sur des sujets liés à la maison et un examen critique des situations professionnelles, économiques et sociétales de la femme anglaise.

### Littérature
Son unique et premier roman, publié sous le pseudonyme de Margaret Wynman, My Flirtations, paraît en 1892, met en scène des moments de sa vie quotidienne.
Elle publie en 1894, The Story of a Modern Woman (1894), livre à portée autobiographique, où elle envisage les difficultés auxquelles sont confrontées les femmes qui tentent d'écrire sur leur vie. Elle souligne qu'elle a voulu faire un plaidoyer en faveur d'un syndicalisme moral et social féminin. Le succès critique et éditorial que rencontre ce livre, publié par l'éditeur londonien William Heinemann, suscite de nombreuses amitiés littéraires, en Angleterre, où elle fréquente Oscar Wilde, H.G. Wells, le poète Yeats, Somerset Maugham, aux États-Unis et en Europe — il est notamment traduit en français — et vaut à l'écrivaine son surnom de « New Woman ».
L'universitaire Gail Marshall, dans le Cambridge Guide to Women's Writing in English (1999), considère ce livre comme « un récit poignant des tentatives d'une femme de survivre économiquement et émotionnellement lorsqu'elle est laissée seule après la mort de son père. Dans un récit courageux et sans récompense, le seul espoir de rédemption du roman est que les femmes s'entraident pour survivre dans une société fondée sur le "sourire féminin qui acquiesce". »,,.
Le Bloomsbury Dictionary of English Literature publié en 1997, le considère comme « l'un des romans les plus émouvants de la New Woman ».
Si elle continue à publier des histoires courtes et des articles, Ella Hepworth Dixon ne publie pas d'autre roman, tout en consacrant progressivement tout son temps à la littérature. En 1904, elle publie le recueil de nouvelles One Doubt Hour and Other Side-Lights on the Feminine Temperament, dans lequel elle évoque l’identité féminine et dépeint les combats auxquels sont confrontées les femmes dans leur vie quotidienne à la fin du XIXe siècle. L'auteure évoque ainsi l'indépendance économique, la vie de couple ou le défi que représente la vie dans une société de plus en plus ouverte sur le monde. À travers cet ouvrage, elle souhaite toucher des lectrices qui refusaient de se qualifier de féministes, bien que sensibles à des modèles de féminité susceptibles de les aider à revoir leur conception personnelle du genre et du patriarcat. Sa pièce en un acte The Toy-Shop of the Heart a été mise en scène à Londres en 1908.
En 1930, elle publie son autobiographie As I knew them : Sketches of people I have met on the way.

## Ouvrages
- My Flirtations, [1892], rééd. Forgotten Books, 2012, 194 p.  (ISBN 1331274400)
- The Story of a Modern Woman, [1894], rééd. General Books LLC, 2012, 62 p.  (ISBN 0217134394)
- One Doubtful Hour and Other Side-Lights on the Feminine Temperament, [1904], rééd. Kessinger Publishing, 2010, 124 p.  (ISBN 1419138960)
- As I knew them : Sketches of people I have met on the way, Hutchinson & co. ltd, 1930, 287 p.